# 倫庫陶哈山
13°50′33″S 70°51′46″W / 13.84250°S 70.86278°W

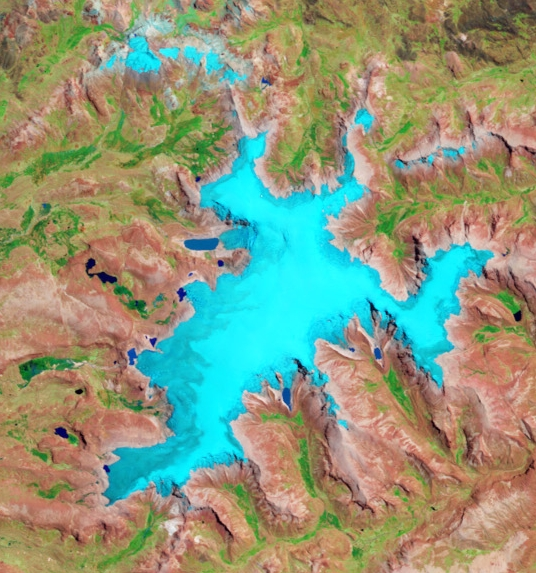

倫庫陶哈山（Runcu Tauja），是秘魯的山峰，位於該國東南部庫斯科大區和普諾大區，由切卡庫佩區和科拉尼區負責管轄，屬於韋爾卡努塔山脈的一部分，海拔高度約5,200米。